# امذارع (المضاربة والعارة)

تعديل مصدري - تعديل

امذارع هي إحدى قرى عزلة المضاربة بمديرية المضاربة والعارة التابعة لمحافظة لحج، بلغ تعداد سكانها 45 نسمة حسب تعداد اليمن لعام 2004.